# Soul Summit, Volume 2
Soul Summit, Volume 2 è un album di Gene Ammons, Etta Jones e Jack McDuff, pubblicato dalla Prestige Records nel 1963.Tutti i brani dell'album furono registrati al Van Gelder Studio di Englewood Cliffs, New Jersey (Stati Uniti) nelle date indicate nella lista tracce.

## Tracce
Lato A
1. Love, I've Found You – 5:05 (Gwen Fuqua, Harvey Fuqua) – Registrato il 13 giugno 1961
2. But Not for Me – 4:24 (George Gershwin, Ira Gershwin) – Registrato il 13 aprile 1962
3. Too Marvelous for Words – 3:50 (Johnny Mercer, Richard A. Whiting) – Registrato il 13 giugno 1961[3]
4. If You Are but a Dream – 4:25 (Nat Bonx, Jack Fulton, Moe Jaffe) – Registrato il 13 aprile 1962

Lato B
1. Scram – 7:35 (Leonard Feather) – Registrato il 13 aprile 1962
2. Ballad for Baby – 6:10 (Jack McDuff) – Registrato il 23 gennaio 1962[4]
3. Cool, Cool, Daddy – 4:50 (Brano tradizionale) – Registrato il 13 aprile 1962[5]

## Musicisti
Brani A1 e A3
- Gene Ammons - sassofono tenore
- Oliver Nelson - sassofono alto, arrangiamenti
- George Barrow - sassofono tenore
- Red Holloway - sassofono tenore
- Bob Ashton - sassofono baritono
- Hobart Dotson - tromba
- Clark Terry - tromba
- Richard Wyands - pianoforte
- Wendell Marshall - contrabbasso
- Bill English - batteria
- Ray Barretto - congas

Brani A2, A4, B1 e B3
- Gene Ammons - sassofono tenore
- Etta Jones - voce
- Patti Bown - pianoforte
- George Duvivier - contrabbasso
- Walter Perkins - batteria

Brano B2
- Gene Ammons - sassofono tenore
- Jack McDuff - organo
- Harold Vick - sassofono tenore
- Eddie Diehl - chitarra
- Joe Dukes - batteria